# Eleição municipal de Lagarto (Sergipe) em 2016
A eleição municipal de Lagarto em 2016 foi realizada para eleger um prefeito, um vice-prefeito e 17 vereadores no município de Lagarto, no estado brasileiro de Sergipe. Foram eleitos José Valmir Monteiro (PSC) e Hilda Rollemberg Ribeiro para os cargos de prefeito(a) e vice-prefeito(a), respectivamente. Seguindo a Constituição, os candidatos são eleitos para um mandato de quatro anos a se iniciar em 1º de janeiro de 2017. A decisão para os cargos da administração municipal, segundo o Tribunal Superior Eleitoral, contou com 70 191 eleitores aptos e 8 873 abstenções, de forma que 12.64% do eleitorado não compareceu às urnas naquele turno. 

## Resultados

### Eleição municipal de Lagarto em 2016 para Prefeito
A eleição para prefeito contou com 6 candidatos em 2016: José Valmir Monteiro do Partido Social Cristão, Jerônimo Reis do Movimento Democrático Brasileiro (1980), Enoque Araújo da Paixão do Rede Sustentabilidade, Willians Cardoso dos Santos do Partido Pátria Livre, Rosendo Ribeiro de Souza Neto do Patriota (Brasil), Marcelio de Oliveira Fernandes do Partido Socialismo e Liberdade que obtiveram, respectivamente, 32 966, 0, 159, 720, 479, 201 votos. O Tribunal Superior Eleitoral também contabilizou 12.64% de abstenções nesse turno.
| Candidato(a)                   | Vice                  | Coligação                                                                                    | Votos recebidos | Percentual |
| ------------------------------ | --------------------- | -------------------------------------------------------------------------------------------- | --------------- | ---------- |
| Valmir Monteiro (PSC)          | Hilda Ribeiro(PRP)    | Lagarto Crescendo de Novo (PSC/PRP/PDT/PTB/ PTN/PSL/PR/PSDC/ PRTB/PTdoB/PT/PSDB PMB/PTC/PSB) | 32966           | 95.48%     |
| Tenente Willians Cardoso (PPL) | Cafú(PPL)             | PPL (sem coligação)                                                                          | 720             | 2.09%      |
| Rosendo Ribeiro (PEN)          | Ricardo Souza (PEN)   | PEN (sem coligação)                                                                          | 479             | 1.39%      |
| Marcelio do PSOL (PSOL)        | Osnei Santana(PSOL)   | PSOL (sem coligação)                                                                         | 201             | 0.58%      |
| Enoque Araujo (REDE)           | Gildecio Costa (REDE) | Rede Sustentabilidade (sem coligação)                                                        | 159             | 0.46%      |
| Jerônimo Reis (MDB)            | Cosme do Treze(PRB)   | Renovação e Trabalho (PMDB/PRB/PSD/PV/PMN/ DEM/PHS/PCdoB/SD/PPS)                             | 0               | 0%         |

### Eleição municipal de Lagarto em 2016 para Vereador
Na decisão para o cargo de vereador na eleição municipal de 2016, foram eleitos 17 vereadores com um total de 57 285 votos válidos. O Tribunal Superior Eleitoral contabilizou 1 528 votos em branco e 2 505 votos nulos. De um total de 70 191 eleitores aptos, 8 873 (12.64%) não compareceram às urnas.
| Nome                               | Partido político                       | Coligação                  | Votos recebidos | Percentual |
| ---------------------------------- | -------------------------------------- | -------------------------- | --------------- | ---------- |
| Gildasio Pereira Aranha            | Partido Socialista Brasileiro (PSB)    | Lagarto Quer Mudança       | 1627            | 2.84%      |
| Ibrain Silva Monteiro              | Partido Trabalhista Cristão (PTC)      | Lagarto no Coração do Povo | 1627            | 2.84%      |
| Joselmo Fontes Alves               | Partido Social Cristão (PSC)           | Lagarto Quer Mudança       | 1588            | 2.77%      |
| Jailton Patricio do Nascimento     | Partido Republicano Progressista (PRP) | Lagarto no Coração do Povo | 1588            | 2.77%      |
| Fabio Frank dos Santos Nascimento  | Partido Republicano Progressista (PRP) | Lagarto no Coração do Povo | 1452            | 2.53%      |
| Gilberto de Santana Moraes         | Democratas (DEM)                       | Renovando pra Valer        | 1428            | 2.49%      |
| Josivan Rodrigues Santos           | Partido Republicano Progressista (PRP) | Lagarto no Coração do Povo | 1380            | 2.41%      |
| Washington da Cruz Silva           | Movimento Democrático Brasileiro (MDB) | Renovando pra Valer        | 1323            | 2.31%      |
| Jose Luis de Lima Gois             | Partido Republicano Progressista (PRP) | Lagarto no Coração do Povo | 1311            | 2.29%      |
| Jose de Carvalho Santos            | Partido Social Cristão (PSC)           | Lagarto Quer Mudança       | 1303            | 2.27%      |
| Marta Maria de Carvalho Nascimento | Movimento Democrático Brasileiro (MDB) | Renovando pra Valer        | 1217            | 2.12%      |
| Jose Jenilson da Conceicao         | Movimento Democrático Brasileiro (MDB) | Renovando pra Valer        | 1201            | 2.1%       |
| Alexsandro Carvalho Xisto          | Partido Republicano Brasileiro (PRB)   | Lagarto no Rumo Certo      | 1096            | 1.91%      |
| Creusa Maria dos Santos            | Partido Popular Socialista (PPS)       | Avanca Lagarto             | 1016            | 1.77%      |
| Carlos Eduardo Pereira de Santana  | Partido da República (PR)              | Lagarto Quer Mudança       | 944             | 1.65%      |
| Josivaldo Alves Santos             | Partido Popular Socialista (PPS)       | Avanca Lagarto             | 855             | 1.49%      |
| Clayton Moore de Oliveira Souza    | Partido Popular Socialista (PPS)       | Avanca Lagarto             | 740             | 1.29%      |